# Oncholaimium olium
Oncholaimium olium is een rondwormensoort uit de familie van de Oncholaimidae.